# Chez Tortoni
Chez Tortoni oder Der Journalist (französisch Le Journaliste) ist ein Gemälde des Malers Édouard Manet. Das um 1878–1880 in Öl auf Leinwand gemalte Bild hat eine Höhe von 26 cm und eine Breite von 34 cm. Das Gemälde zeigt einen in einem Pariser Café sitzenden Mann. Es gehört zu einer Reihe von Darstellungen, in denen Manet Menschen in Pariser Lokalen porträtierte. Der Titel Chez Tortoni (Deutsch: Beim Tortoni) deutet zwar auf das bekannte Pariser Café-Restaurant Tortoni hin, eine eindeutige örtliche Zuordnung der Szene ist hingegen nicht möglich. Auch der alternative Bildtitel Der Journalist lässt auf einen bestimmten Beruf der dargestellten Person schließen, obwohl es hierfür keine klaren Hinweise gibt. Das Gemälde befand sich bis 1990 im Besitz des Isabella Stewart Gardner Museums in Boston. Nach einem spektakulären Kunstraub ist der Verbleib des Bildes ungeklärt.

## Bildbeschreibung
Das Gemälde zeigt einen elegant gekleideten Mann, der in einem Pariser Café sitzt. Manet hat den Mann, dessen Körper vom unteren Bildrand abgeschnitten wird, als Halbfigur in die rechte Bildhälfte gerückt. Er ist von vorn zu sehen, hat seinen Körper leicht zum linken Bildrand gedreht, seine Hände auf den vor ihm stehenden Tisch gelegt und den Kopf etwas nach unten geneigt. Er blickt mit seinen dunklen Augen direkt zum Bildbetrachter. Sein Gesicht ist – wie weite Teile des Bildes – mit groben Pinselstrichen gemalt. Durch das von links einfallende Licht erhält seine rosige Gesichtsfarbe auf der rechten Seite weiße Glanzpunkte. Seine im Schatten liegende linke Gesichtshälfte weist hingegen dunkle Bereiche in Rotbraun auf. Über den geschlossenen Lippen ist ein etwas nach außen gezwirbelter blonder Schnurrbart zu sehen. Sein Kopfhaar hingegen, das oberhalb des linken Ohres zu erkennen ist, hat eine dunkle Farbgebung. Auf dem Kopf trägt er einen hohen schwarzen Zylinder, der weit über die Stirn gezogen ist. Passend dazu ist er mit einem Mantel oder einem Sakko in Schwarz gekleidet. Am Hals ragt der weiße Stehkragen hervor und an den Ärmeln sind die weißen Manschetten des Hemdes zu sehen.
Zwei Möbelstücke sind im Bild vorhanden. Rechts hinter dem Mann ist ein Teil der Rücklehne eines Stuhls zu erkennen. In Gold, Schwarz, Weiß und einem Rotton hat der Maler hier eine variantenreiche Oberfläche geschaffen. Am unteren Bildrand von der linken Ecke bis zur Bildmitte ist die runde Platte eines dunklen Tisches platziert. Vor dem Mann liegt weißes Papier auf dem Tisch. Er hat hierauf seine Hände gelegt. Mit der linken Hand scheint er das Papier festzuhalten, in der rechten Hand hält er einen Bleistift, dessen Spitze das Papier berührt. Die Hände sind eher grob ausgeführt. Bei der linken Hand sind kaum Details zu erkennen und es handelt sich eher um eine unbestimmte Fläche. Die rechte Hand umgreift deutlich den Stift, einzelne Finger sind sichtbar, aber die Ausführung ist dennoch sehr skizzenhaft. Es bleibt unklar, um was für Papier es sich auf dem Tisch handelt. Möglich wäre ein leeres Blatt oder ein Heft, um Gedanken zu notieren oder eine Skizze anzufertigen. Denkbar ist zudem, vor dem Mann liegt eine Zeitung, in der er Dinge ankreuzt oder Anmerkungen hinzufügt. Obwohl der Mann den Stift zum Papier führt, ist er nicht dabei etwas zu notieren – Manet hat ihn porträtiert, als er für einen Moment aufschaut.
Unklar ist die räumliche Situation, in der sich der Mann befindet. Der vor ihm stehende runde Tisch ist typisch für ein Pariser Café im ausgehenden 19. Jahrhundert und findet sich bis in die Gegenwart in solchen Lokalen. Ein am linken Bildrand auf dem Tisch stehendes Glas, mutmaßlich gefüllt mit einem alkoholischen Getränk, deutet ebenfalls auf ein solches Etablissement hin. Der Hintergrund hingegen gibt keine Anhaltspunkte für eine örtliche Zuordnung. An der rechten Seite findet sich ein breiter schwarzer Streifen. Möglicherweise ist dies ein Durchgang zu einem nicht beleuchteten Raum. Es könnte hier aber auch eine Tür, ein Schrank oder ein Vorhang angedeutet sein. Direkt hinter dem Maler gibt es eine in verschiedenen Brauntönen gemalte Fläche – hier wäre eine Wand oder die Ecke eines Raumes denkbar. Besonders rätselhaft ist der linke Teil des Hintergrundes, der aus zwei hellen Flächen besteht, die durch einen dunklen Streifen getrennt sind. Die Fläche am linken Bildrand ist überwiegend in verschiedenen Grautönen gemalt, die zweite Fläche zur Mitte hin ist deutlich heller in Beige- und Rosatönen gehalten. Zudem gibt es einen gelben Streifen, der sich horizontal in der Bildmitte befindet. Diesen beiden Flächen bieten einigen Spielraum für Interpretationen. Hier käme eine Spiegelfläche in Betracht, die den Raum verzerrt wiedergibt, aber auch eine Fensterscheibe ist denkbar, möglicherweise mit einer Gardine davor. Letztlich ist noch nicht einmal klar, ob der Mann in einem Café sitzt, oder davor. Die Fensterscheibe könnte auch von außen zu sehen sein und die Wand hinter dem Mann eine Hauswand darstellen.
Das Gemälde ist unten links mit „Manet“ signiert. Daneben gibt es eine Ziffernfolge, die vom Isabella Stewart Gardner Museum mit „75“ gelesen wurde. Kunsthistoriker wie Rouart/Wildenstein bezweifeln jedoch, dass hier ein Entstehungsjahr 1875 gemeint sein könnte.

## Hintergrund
Der Bildtitel Chez Tortoni (Deutsch: Beim Tortoni) verweist auf das Café-Restaurant Tortoni am Boulevard des Italiens Nr. 22 in Paris. Im 19. Jahrhundert war es ein beliebter Treffpunkt für Journalisten, Börsenmakler, Schriftsteller und Künstler. Manet verkehrte in diesem Lokal regelmäßig und traf sich hier wiederholt mit dem Dichter Charles Baudelaire zum Mittagessen. Es wäre also gut möglich, dass er bei einem seiner Besuche im Tortoni den im Bild dargestellten Mann mit Zylinder an einem Nachbartisch gesehen hat und später im Atelier aus der Erinnerung oder nach vor Ort gefertigten Skizzen das Gemälde anfertigte. Entsprechende Skizzen sind allerdings nicht bekannt und der Bildtitel Chez Tortoni stammt nicht von Manet. Das Bild hieß zunächst Mann an einem Tisch sitzend, bevor verschiedene Manet-Biografen wie Étienne Moreau-Nélaton und Paul Jamot/Georges Wildenstein das Bild in der ersten Hälfte des 20. Jahrhunderts als Le Journaliste (Deutsch: Der Journalist) bezeichneten. Sie verzichteten damit auf eine genaue Ortsbezeichnung und hoben stattdessen den möglichen Beruf des Dargestellten hervor. Weder der Name, noch der Beruf des Dargestellten sind jedoch überliefert. Trotz seiner markanten Gesichtszüge ist der Mann bisher nicht identifiziert worden. Auch der Beruf kann nicht eindeutig festgestellt werden. Ein Mann, der mit einem Bleistift in der Hand Notizen auf einem Stück Papier macht, kann verschiedene Berufe ausüben. Sollte das Bild tatsächlich von einem Besuch im Tortoni inspiriert worden sein, kämen neben einem Journalist, auch ein Börsenmakler und ein Schriftsteller in Frage, die sich Notizen machen, oder ein Maler, der eine Skizze anfertigt.
Manets Biograf Adolphe Tabarant behauptete, das Gemälde zeige keine Szene im Tortoni, sondern sei nach Motiven des Café de la Nouvelle Athènes entstanden. Eine Begründung für diese Behauptung lieferte er jedoch nicht. Ebenso unbelegt ist die Vermutung von Jamot/Wildenstein, der Dargestellte sei der Maler Georges Chenard-Huché (1864–1937). Sollte das Bild 1880 entstanden sein, wäre Chenard-Huché gerade 16 Jahre alt gewesen. Der im Gemälde zu sehende Mann scheint hingegen deutlich älter zu sein. Neben Beruf und Identität des Dargestellten und dem Ort der Szenerie ist auch das Jahr der Entstehung des Bildes unklar. Die im Bild neben der Signatur Manet undeutlich gemalte Ziffern, die als 75 gelesen wurden, könnten auf ein Entstehungsjahr 1875 hinweisen. Dies wird aber von mehreren Kunsthistorikern verworfen. 1875 erscheint mit Blick auf Manets Gesamtwerk eher früh, da sich der Maler erst gegen Ende der 1870er Jahre intensiv mit den Darstellungen von Café- und Wirtshausszenen beschäftigte.

## Manets Caféhausszenen
Zwischen 1877 und 1881 malte Manet eine Folge von mehreren Gemälden und Pastellen, die Szenen in Caféhäusern oder ähnlichen Etablissements zeigen. Er griff damit erneut ein Thema auf, das auf eine Forderung des Dichters Charles Baudelaire zurückgeht, die zeitgenössischen Maler sollten in ihren Werken das moderne Leben (La vie moderne) darstellen. Nachdem Manet zuvor bereits Bilder von der Oper, der Rennbahn oder von Urlaubsaufenthalten am Meer gemalt hatte, beschrieb er in den Caféhausbildern Szenen, die er als Flaneur und Gast jeden Tag in seiner unmittelbaren Nachbarschaft erlebte. Anders als einige seiner Malerkollegen aus dem Kreis der Impressionisten, hatte er wenig Interesse an der Darstellung der beliebten Ausflugslokalen außerhalb der Hauptstadt. Für seine Bilder wählte Manet überwiegend die Lokale in Paris, in denen er selbst regelmäßig verkehrte und seine Freunde traf. So finden sich in seinen Bildern Darstellungen des Café Guerbois, des Café de la Nouvelle Athènes, der Brasserie de Reichshoffen oder des Père Lathuile.
Zu den frühesten Bildern dieser Caféhausreihe gehört das um 1877 entstandene Gemälde Die Pflaume. Hierin sitzt eine Frau allein in einem Café vor einem Glas mit Pflaumenlikör. Von Besuchern Manets ist überliefert, dass der Maler einen länglichen Marmortisch in seinem Atelier hatte, um dort verschiedene Caféhausszenen nachstellte. Entsprechend diente für Die Pflaume auch kein echtes Caféhaus als Vorbild, obschon er vermutlich zuvor Personen in entsprechenden Posen in einem Café beobachtet hatte. Eine weitere Frau im Café hat Manet um 1880 im Pastell Femme lisant dargestellt. Das Bild ist zudem als Lesende im Nouvelle Athènes bekannt, wodurch ein möglicher örtlicher Bezug zum gleichnamigen Café hergestellt wird. Diese Lesende ist im Motiv den Mann in Chez Tortoni sehr ähnlich. Auch diese Frau ist als Halbfigur in die rechte Bildhälfte gerückt, links steht der Tisch mit einem alkoholischen Getränk und sie beschäftigt sich mit einer Zeitung. Der Hintergrund hingegen unterscheidet sich deutlich. Bei der lesenden Frau ist eindeutig ein Innenraum zu erkennen. Während die meisten der von Manet in Cafés dargestellten Personen namentlich nicht bekannt sind, gibt es bei der Porträtskizze George Moore im Café (1878–1879) keinen Zweifel über die Identität des Dargestellten. Der irische Schriftsteller George Moore gehörte zum Freundeskreis Manets und war wiederholt in dessen Atelier zu Besuch, wo auch das unvollendete Porträt entstand. Manet verzichtete in diesem Bild auf ein Attribut, das Moore als Schriftsteller kennzeichnen könnte. Stattdessen platzierte er ein Glas auf dem Tisch, wie es auch in Chez Tortoni zu sehen ist.
Die vielfältigen Interpretationsmöglichkeiten beim Hintergrund von Chez Tortoni lassen sich vor allem bei Manets Caféhausszenen mit mehreren Personen nachvollziehen. Einen Außenraum, wie er in Chez Tortoni als Hintergrund durchaus möglich ist, beschreibt Manet im 1878 entstandenen Gemälde Le Bouchon. Hier ist der Hintergrund zwar wie in Chez Tortoni sehr skizzenhaft ausgeführt, aber ein im Vordergrund ausschnitthaft durch das Bild ragender Baumstamm macht dieses Bild eindeutig zu einer Freilichtszene. Darüber hinaus schuf Manet eine Reihe von Bildern, in denen mehrere Personen im Innenraum von Lokalen dargestellt sind. Bei mehreren Motiven, die Manet in der Brasserie de Reichshoffen angesiedelt hat, probierte er verschiedene Bildkompositionen aus und variierte den Hintergrund, der sich mal zu einer Bühne öffnet und mal ein mit Gardine verhangenes Fensters zeigt (Im Café). Ein reales Café diente auch für das um 1881 entstandene Pastell Ein Café an der Place du Théâtre-Français´ als Vorbild. Hier hatte er zunächst im Café eine Bleistiftskizze angefertigt und danach im Atelier am Pastellbild gearbeitet. Das Bild zeigt den Innenraum des Cafés mit einem an der Theke stehenden Kellner und eine große Spiegelfläche im Hintergrund. In diesem Bild gibt es runde Cafehaustische, die dem Tisch in Chez Tortoni gleichen. Den Abschluss dieser Reihe bildet das 1881 entstandene Gemälde Bar in den Folies Bergère, das Manet zum Salon de Paris 1882 einreichte. Hierin zeigt Manet ein Barmädchen vor einer Spiegelwand, deren Oberfläche die Porträtierte, einen Kunden und das weitere Geschehen im Raum spiegelt.
Manet griff in seinen Bildern mit Caféhausmotiven auf wenige Requisiten zurück, die er nach Belieben kombinierte. So taucht der Tisch und das Glas aus dem Bild Chez Tortoni auch in anderen Bildern auf. Ob nun auf eine vor Ort gefertigte Skizze aufbauend, oder gänzlich im Atelier konstruiert, ob Innenraum oder Außenraum, ob Spiegel oder Fenster – all diese als Hintergrund von Chez Tortoni denkbaren Alternativen lassen sich in anderen Werken Manets finden. Die skizzenhafte Ausführung des Bildes lässt trotz des Bildtitels die Frage nach einer genauen örtlichen Bestimmung des Motivs offen.

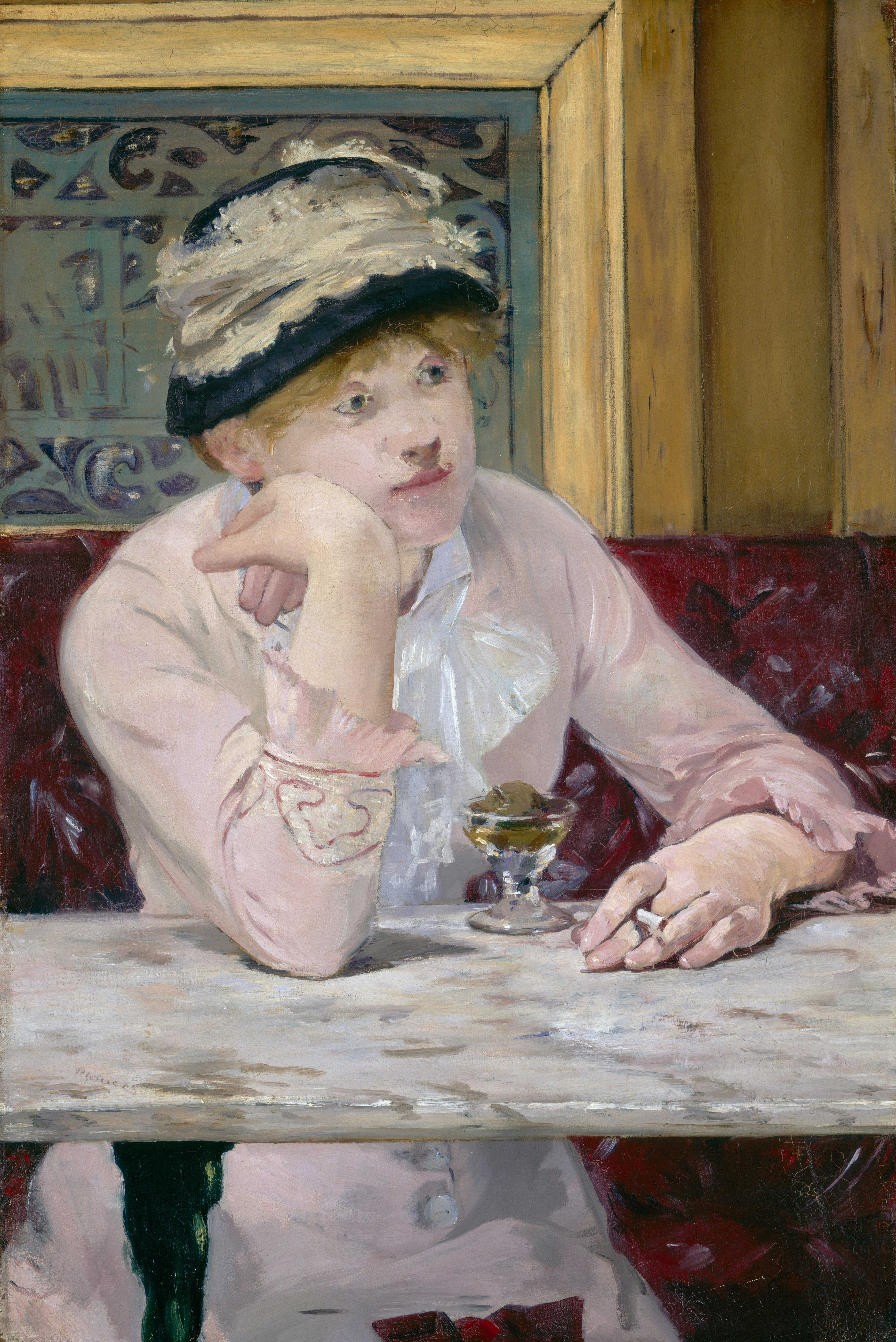
Édouard Manet: Die Pflaume, um 1877, National Gallery of Art
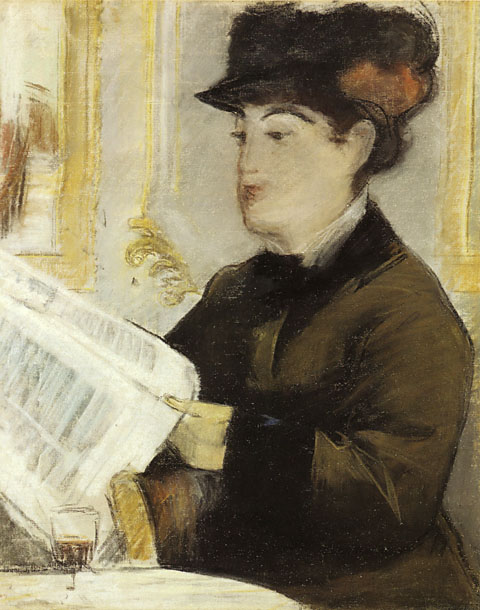
Édouard Manet: Femme lisant, um 1880, Stedelijk Museum
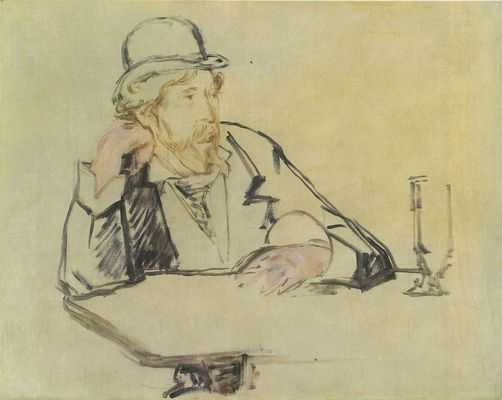
Édouard Manet: George Moore im Café, 1878–1879, Metropolitan Museum of Art
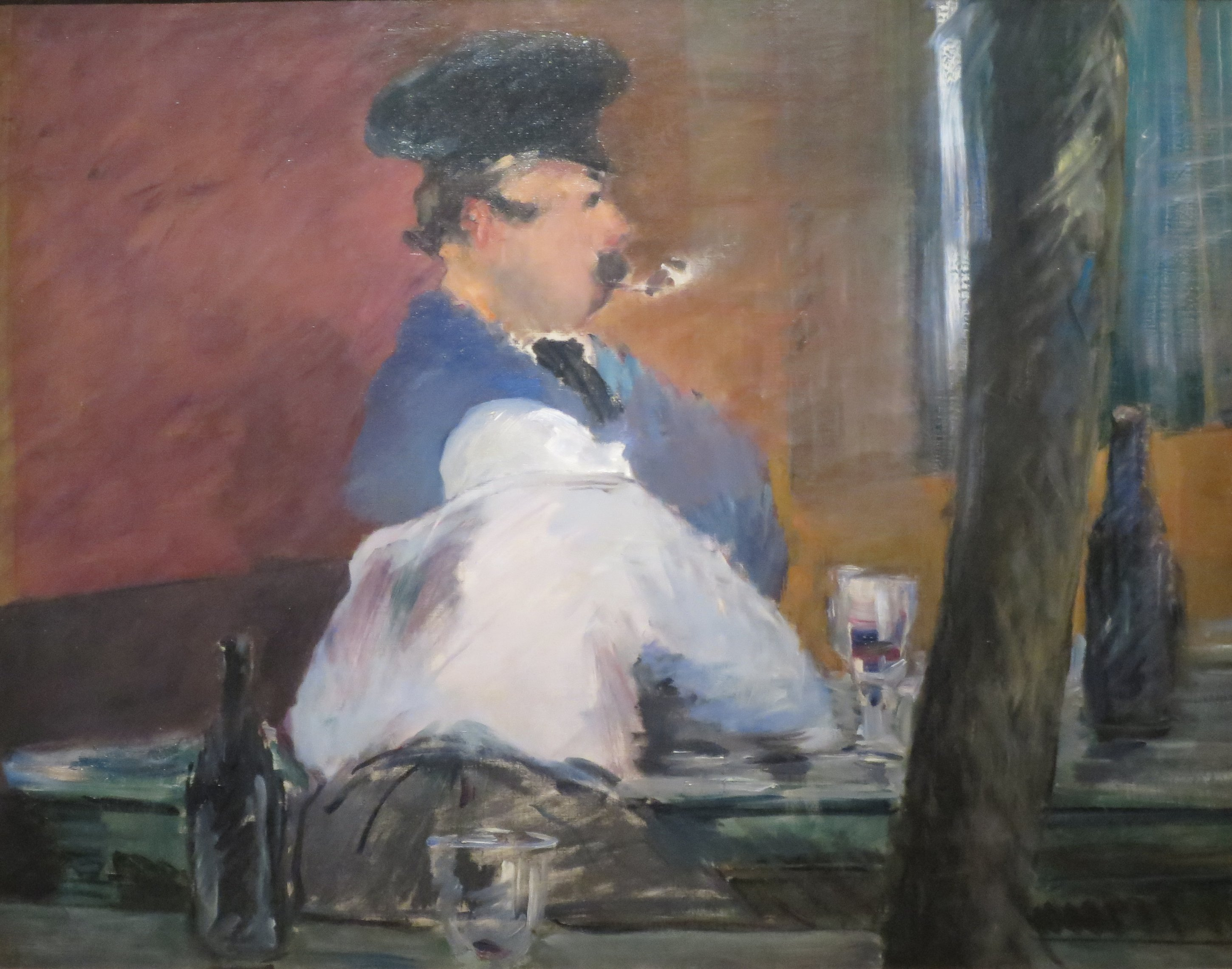
Édouard  Manet: Le Bouchon, 1878, Puschkin-Museum
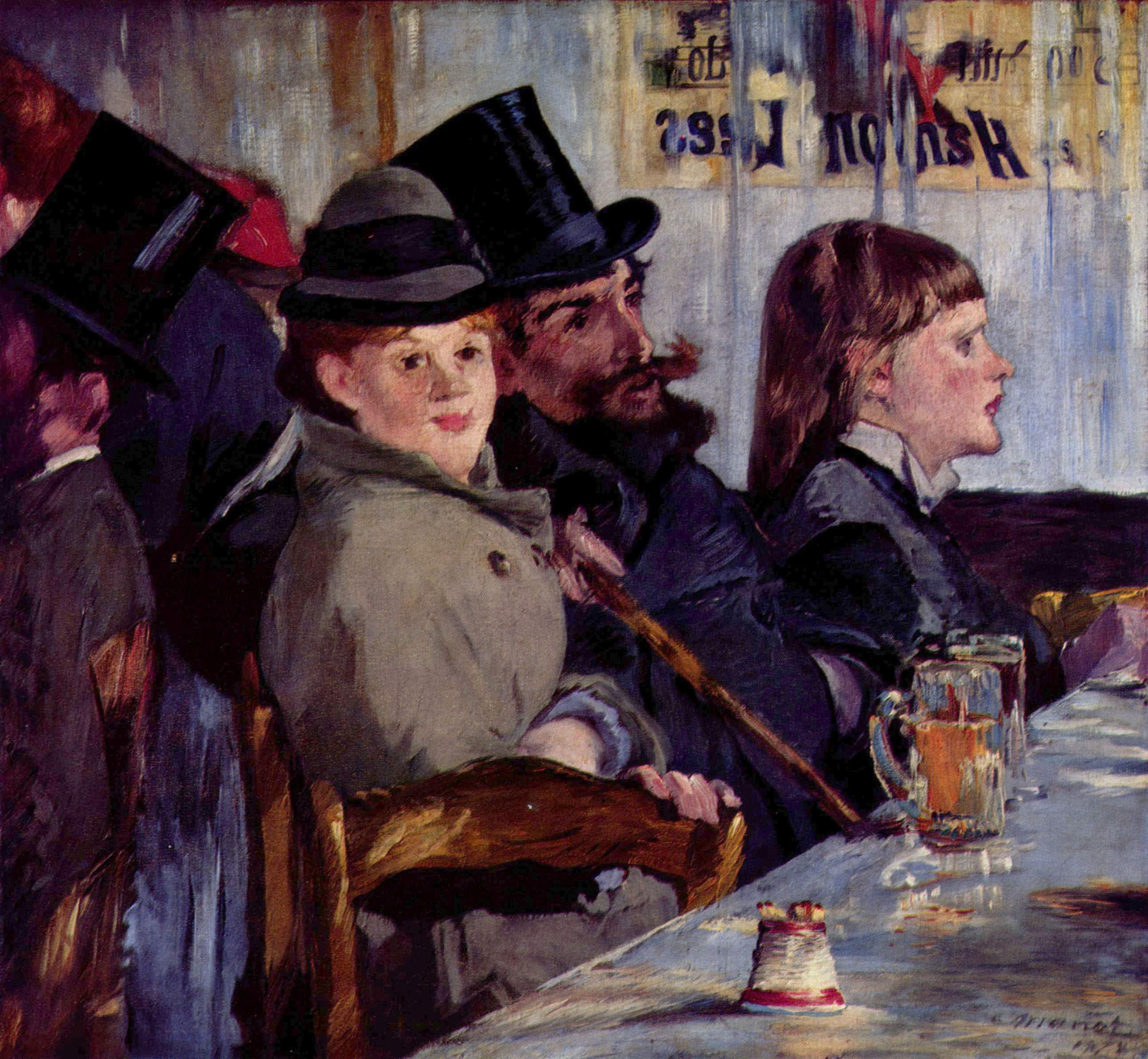
Édouard Manet: Im Café, 1878, Sammlung Oskar Reinhart «Am Römerholz»
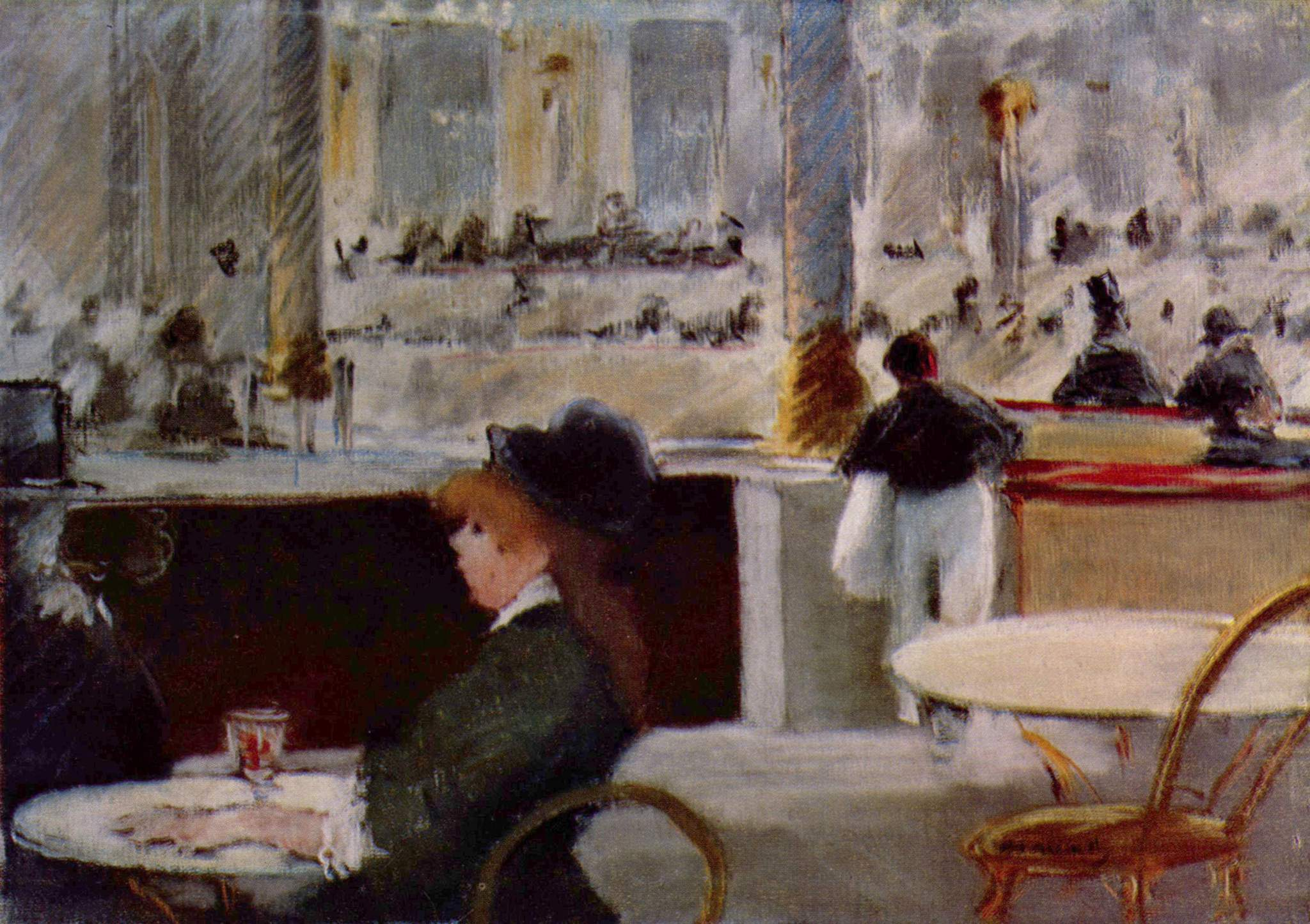
Édouard Manet: Ein Café an der Place du Théâtre-Français, 1881, Burrell Collection

## Provenienz
Es ist nicht bekannt, an wen Manet dieses Bild verkauft oder verschenkt hat. Die Autoren Paul Jamot und Georges Wildenstein haben angenommen, der Maler Georges Chenard-Huché, den sie für den Dargestellten hielten, sei auch der erste Besitzer des Bildes nach Manet gewesen. Einen Nachweis hierfür gibt es jedoch nicht. Der erste bekannte Sammler des Bildes war der in Saint-Germain-en-Laye lebende Alphonse Kann. Er ließ das Bild im Dezember 1920 in Paris versteigern. Als Käufer trat dort der Kunsthändler Dikran Khan Kelekian in Erscheinung. Er lieh das Bild im März 1921 für eine Ausstellung im Brooklyn Institute in New York aus. Das Bild wechselte am 30. November 1922 bei einer von der American Art Association organisierten Versteigerung im New Yorker Hotel Plaza erneut den Besitzer. Der Käufer war der amerikanische Maler Louis Kronberg, der im Auftrag der Sammlerin Isabella Stewart Gardner handelte. Frau Gardner platzierte das Bild in ihrem Bostoner Museum im so genannten Blue Room unterhalb eines weiteren Werkes von Manet, dem Bildnis der Mutter des Künstlers. Am 18. März 1990 kam es im Isabella Stewart Gardner Museum zu einem spektakulären Diebstahl, als Einbrecher, die sich als Polizisten verkleidet hatten, mehrere Kunstwerke aus der Sammlung entwendeten. Neben bedeutenden Werken von Rembrandt van Rijn und Jan Vermeer stahlen die Diebe auch Arbeiten, deren Wert von Experten als weniger hoch geschätzt wurde.  Hierzu gehört auch Manets Chez Tortoni. Dies ist umso verwunderlicher, da andere Spitzenwerke der Sammlung, beispielsweise Arbeiten von Sandro Botticelli, Raffael und Tizian, von den Dieben unbehelligt blieben. Trotz einer vom Museum ausgelobten Belohnung in Höhe von 5 Millionen US-Dollar ist bisher keines der Kunstwerke wieder aufgefunden worden.